# حشره‌خوار فیشر
 حشره‌خوار فیشر (نام علمی: Crocidura fischeri) نام یک گونه از سرده حشره‌خوارهای دندان‌سفید است.